# Calamiteitenzender
Een calamiteitenzender of rampenzender in Nederland is een radio- of televisiezender die burgers informatie geeft in het geval van een calamiteit of crisis, bijvoorbeeld een milieuramp of onderbreking van de levering van elektriciteit. De zender kan de burgers snel informeren over wat er aan de hand is, eventueel welk gevaar er dreigt en wat men het beste kan doen. Via de zender wordt men dan dag en nacht op de hoogte gehouden. Reguliere programma's worden onderbroken voor extra nieuws, informatie en indien nodig officiële mededelingen van het bevoegd gezag. 
Als in Nederland de sirene gaat, wordt de bewoners verzocht ramen en deuren te sluiten en af te stemmen op de calamiteitenzender. De sirenes worden getest op elke eerste maandag van de maand, ’s middags om 12.00 uur.
In Nederland zijn de publieke regionale radiozenders in principe de regionale calamiteitenzenders. Daarnaast wordt via de website crisis.nl van het Ministerie van Justitie en Veiligheid, informatie over de ramp verspreid. 
Andere middelen om de burgers te informeren bij een calamiteit zijn: geluidswagens van de politie, internet (de omroepwebsite), teletekst, NL-Alert en de app NL-Alarm die verkrijgbaar is in de diverse App-Stores. Deze app geeft als de sirene gaat een melding waarin staat wat er aan de hand is.
Het gaat echter niet altijd om calamiteiten die de burger direct bedreigen. Met het begrip calamiteitenzender wordt ook die zender bedoeld waarop kijkers direct geïnformeerd worden bij belangrijke, onverwachte nieuwsberichten, zoals de aanslagen op 11 september 2001 in de Verenigde Staten.

## Calamiteitenzenders
| Zender                      | Regio         | Plaats en frequenties (FM) | DAB+ kanaal |
| --------------------------- | ------------- | --- | ----------- |
| NPO Radio 1 & NPO 1         | Landelijk     | Hoofdzenders Goes (104,4) Hulsberg (105,3) Lopik (98,9) Markelo (98,4) Roermond (104,8) Smilde (91,8) Wieringermeer (95,0) Steunzenders Amsterdam (98,6) Arnhem (98,6) Den Haag (105,5) Hoorn (98,6) Irnsum (104,3) Mierlo (104,6) Roosendaal (92,1) Rotterdam (98,6) | 12C         |
| Omrop Fryslân               | Friesland     | Irnsum (92,2) Smilde (92,5) | 5A          |
| RTV Noord                   | Groningen     | Groningen (97,5) | 7C          |
| RTV Drenthe                 | Drenthe       | Assen (90,8) Emmen (99,3) | 7C          |
| RTV Oost                    | Overijssel    | Losser (89,4) Markelo (95,6) Deventer (97,9) Zwollekerspel (99,4) | 6A          |
| Omroep Gelderland           | Gelderland    | Arnhem (88,9) Ugchelen (103,5) Ruurlo (90,4) Megen (89,1) | 12B         |
| RTV Utrecht Radio M Utrecht | Utrecht       | Lopik (93,1) Rhenen (97,9) | 12B         |
| Omroep Flevoland            | Flevoland     | Lelystad (89,8) | 8B          |
| NH                          | Noord-Holland | Amsterdam (88,9) Hilversum (88,7) Wieringerwerf (93,9) | 8B          |
| Omroep West Rijnmond        | Zuid-Holland  | Den Haag (89,3), (Omroep West) Rotterdam (93,4), (Rijnmond) | 5B          |
| Omroep Zeeland              | Zeeland       | Goes (87,9) Vlissingen (98,4) | 5B          |
| Omroep Brabant              | Noord-Brabant | Roosendaal (91,0) Loon op Zand (91,9) Megen (95,8) Mierlo (87,6) | 7C          |
| L1                          | Limburg       | Roermond (100,3) Emmaberg (95,3) | 7C          |